# Clustering (wyszukiwarki internetowe)
Grupowanie wyników z wyszukiwarek (ang. Search Results Clustering, grupowanie, klasteryzacja, ang. clustering) – zastosowanie analizy skupień w odniesieniu do wyników podawanych przez wyszukiwarki internetowe. Polega na efektywnym utworzeniu sensownych grup tematycznie powiązanych dokumentów, oraz ich zwięzłym opisaniu w sposób zrozumiały dla człowieka. 
Metoda automatyczna, programowa. Metoda ta opiera się na implementacji programowej w postaci algorytmów wyżej wymienionych zasad i obejmuje następujące etapy:
- wyodrębnienie z wyników jednolitych grup tematycznych;
- znalezienie tematu wspólnego, opisującego dla grup;
- przypisanie jednoznaczne wszystkich pozycji do grup;
- prezentacja wyników pogrupowanych.

## Algorytmy grupowania
Algorytmy grupowania używane dla grupowania wyników w wyszukiwarkach internetowych:
- Algorytm Analizy Skupień AHC (Agglomerative Hierarchical Clustering);
- Lingo;
- Algorytm Rocchio;
- Algorytm TC;
- Algorytm STC;
- LSA;
- PLSA;
- WebSOM;
- QDPageRank;
- SVD.